# تپه سراب (گنبدک)
تپه سراب(گنبدک) شهرکیان، مهم ترین سایت دوره نوسنگی در زاگرس جنوبی و متعلق به دوره نوسنگی است. این تپه از قدیمی‌ترین سکونت‏گاه‏ هاى انسان در استان چهارمحال و بختیارى است و بیش از ۸۰۰۰ سال قدمت دارد. از آثار کشف شده در این محل می‌توان به منازل مسکونى، آثار سفالى، ابزارهاى سنگى و استخوانى متعلق به دوره نوسنگی می‌باشد. این تپه باستانی در شهرکیان قرار دارد و مربوط به دوران پیش از تاریخ در ایران باستان است. این اثر در تاریخ ۹ آذر ۱۳۸۹ با شمارهٔ ثبت۲۹۰۷۸ به‌ عنوان یکی از آثار ملی ایران به ثبت رسیده است.